# 1929 en cyclisme
| Années du cyclisme : 1926 - 1927 - 1928 - 1929 - 1930 - 1931 - 1932    |
| Décennies du cyclisme : 1890 - 1900 - 1910 - 1920 - 1930 - 1940 - 1950 |

Les faits marquants de l'année 1929 en cyclisme.

## Par mois

### Mars
- 17 mars : Jef Dervaes gagne le Tour des Flandres.
- 19 mars : Alfredo Binda remporte Milan-San Remo.
- 24 mars : le Français Gabriel le Goff gagne le Grand Prix de Cannes.
- 31 mars : Charles Meunier gagne Paris-Roubaix.
- 31 mars : Francisco Cepeda gagne le Grand Prix de Pâques.

### Avril
7 avril : 1re manche du championnat d'Italie sur route, l'Italien Antonio Negrini gagne le Tour du Piémont.
7 avril : le français Joseph Normand gagne la Polymultipliée pour la deuxième fois d'affilée.
21 avril :2e manche du championnat d'Italie sur route, l'Italien Alfredo Binda gagne le Tour de Romagne.
28 avril : l'Italien Leonida Frascarelli gagne le Tour de Toscane.

### Mai
- 1er mai : le Belge Joseph (Jef) Dervaes gagne le Grand Prix Hoboken.
- 5 mai : comme l'an dernier le Suisse Henri Suter gagne le Championnat de Zurich. C'est sa sixième victoire dans cette épreuve en tout.
- 5 mai : le Luxembourgeois Nicolas Frantz gagne Paris-Tours.
- 9 mai : le Belge Alfons Schepers gagne Liège-Bastogne-Liège.
- 12 mai : le Belge Armand Van Bruaene gagne le Tour de Belgique.
- 12 mai : le Français Albert Barthelemy gagne le Grand Prix de Fourmies pour la seconde année d'affilée.
- 19 mai : le Suisse Henri Suter devient champion de Suisse pour la cinquième fois.
- 19 mai : départ du Tour d'Italie.
- 26 mai : le Belge Georges Ronsse gagne Bordeaux-Paris pour la deuxième fois.

### Juin
- 2 juin : le Belge Petrus Verhaegen gagne Paris-Bruxelles.
- 3 juin : le Néerlandais Hans Bockom conserve son titre de champion des Pays-Bas sur route.
- 9 juin : le Tour d'Italie est remporté par Alfredo Binda pour la troisième année d'affilée.
- 16 juin : le Français Marcel Bidot devient champion de France sur route.
- 23 juin : l'Italien Felice Gremo gagne Milan Modène.
- 30 juin : l'Italien Ambrogio Morelli gagne les 3 vallées Varésines..
- 30 juin : départ du Tour de France. Un nouveau suiveur fait son apparition sur le Tour, il s'agit de Jacques Goddet qui deviendra directeur du Tour de France en 1947 et ce jusqu'en 1987. Pour la première fois, le Tour est commenté à la radio. Les deux journalistes pionniers de la radiodiffusion sont Jean Antoine et Alex Vérot. Ce dernier paiera sa passion du Tour en perdant la vie le 14 juillet 1957, en tombant dans un ravin avec une moto, dans une étape de montagne. Les étapes contre la montre par équipe est abandonnées, sauf si la moyenne d'une étape est inférieure à 30 KM/H. En ce cas il y aura des départs séparés contre la montre. Le Luxembourgeois Nicolas Frantz, vainqueur sortant et le Français Victor Fontan roi de la montagne sont les favoris. Le Belge Aimé Dossche gagne la 1ere étape Paris-Caen et prend le maillot jaune, 2eme le Belge Aimé Déolet, 3eme le Français Marcel Bidot, 4eme le Belge Maurice de Waele. Le Français André Leducq 5eme à 47 secondes remporte le sprint du Peloton, où figurent Frantz 8eme et Fontan 23eme tous même temps.

### Juillet
- 1er juillet : le Français André Leducq gagne la 2eme étape du Tour de France Caen-Cherbourg après des éliminatoires sur piste à Cherbourg, 2eme le Belge Aimé Dossche, 3eme le Français Charles Pélissier. Pas de changement en tête du classement général.
- 2 juillet : le Belge Omer Taverne gagne au sprint la 3eme étape du Tour de France Cherbourg-Dinan, 2eme le Français Charles Pélissier, 3eme le Belge Jef Demuysère, puis le peloton. Pas de changement en tête du classement général.
- 3 juillet : le Belge Louis Delannoy gagne, au sprint devant son compagnon d'échappée, la 4eme étape du Tour de France Dinan-Brest, 2eme le Belge Maurice de Waele même temps. Le Luxembourgeois Nicolas 3eme à 3 minutes 8 secondes remporte le sprint du peloton où figurent tous les favoris. Au classement général, de Waele prend le maillot jaune, 2eme Delannoy à 47 secondes, 3eme le Belge Aimé Dossche à 3 minutes 8 secondes.
- 4 juillet : le Belge Gustave Van Slembrouck gagne au sprint la 5eme étape du Tour de France Brest-Vannes, 2eme l'Italien Alfonso Crippa, 3eme le Belge Jean Aerts, puis tout le peloton sauf le Belge Louis Delannoy qui termine 32eme à 3 minutes 41 secondes. Au classement général, 1er de Waele, 2eme le Belge Aimé Dossche à 3 minutes 8 secondes, 3eme le Belge Aimé Déolet même temps.
- 5 juillet : le Français Paul le Drogo (frère de Ferdinand) gagne au sprint la 6eme étape du Tour de France Vannes-Les Sables d'Olonne, 2eme le Français Jules Merviel, 3eme le Français André Leducq, puis tour le peloton. Pas de changement en tête du classement général.
- 6 juillet : le Luxembourgeois Nicolas Frantz gagne, au sprint devant ses compagnons d'échappée, la 7eme étape du Tour de France Les Sables d'Olonne-Bordeaux, 2eme le Français Antonin Magne, 3eme le Belge Jef Demuysère, 4eme le Français Victor Fontan, 5eme le Français André Leducq tous même temps. le Belge Aimé Dossche est 11eme à 55 secondes, le Français Marcel Bidot est 25eme à 3 minutes 43 secondes, le Belge Maurice de Waele est 27eme à 5 minutes 43 secondes et le Belge Aimé Déolet termine 41eme à 10 minutes 49 secondes. Au classement général Frantz prend le maillot jaune, mais en compagnie des Français André Leducq et Victor Fontan. La différenciation aux points n'étant pas prévue par le règlement, tous trois porteront le maillot jaune le lendemain (fait unique dans l'histoire du Tour). A noter; Frantz égale le record de victoires d'étapes dans le Tour de son compatriote François Faber avec 19 succès.
- 7 juillet : le Français Julien Moineau gagne, en s'envolant à Saint Geours (dixit les journalistes de l'époque) la 8eme étape du Tour de France Bordeaux-Bayonne. Il a entraîné dans son sillage les Belges Gustave Van Slembrouck 2eme et Gaston Rebry 3eme tous même temps, 4eme à 3 minute 21 secondes le Luxembourgeois Nicolas Frantz  qui remporte le sprint du peloton où se trouvent les Français André Leducq 11eme et Victor Fontan 24eme tous même temps. Au classement général, Gaston Rebry prend le maillot jaune, 2eme à égalité à 2 minutes 26 secondes Frantz, Leducq et Fontan. Il y a repos le 8 juillet.
- 9 juillet : l'Espagnol Salvador Cardona gagne la 9eme étape du Tour de France Bayonne-Luchon qui emprunte les cols d'Aubisque et du Tourmalet. Son équipier et compagnon d'échappé dans le Tourmalet, le Français Victor Fontan est 2eme même temps, 3eme le Belge Maurice de Waele à 8 minutes 6 secondes, 4eme le Luxembourgeois Nicolas Frantz à 11 minutes 4 secondes. Le Français André Leducq termine 37eme à 1 heure 8 minutes et le Belge Gaston Rebry finit 42eme à 1 heure 17 minutes. C'est la première victoire d'étape d'un Espagnol dans le Tour.  Au classement général, Victor Fontan prend le maillot jaune, 2eme de Waele à 9 minutes 54 secondes, 3eme Frantz à 11 minutes 4 secondes. Il y a repos le 10 juillet.
- 11 juillet : le Belge Joseph Demuysière gagne au sprint la 10eme étape du Tour de France Luchon-Perpignan qui emprunte les cols de Portet d'Aspet, de Port et du Puymorens, 2eme le Belge Louis Delannoy même temps, 3eme le Belge Maurice de Waele à 9 secondes, 4eme le Français Benoit Faure à 5 minutes 29 secondes, 5eme le Français André Leducq à 11 minutes 47 secondes, 6eme dans sa roue le Belge Frans Bonduel et l'Italien Giuseppe Pancera 7eme tous même temps . Le Luxembourgeois Nicolas Frantz termine seulement 17eme à 34 minutes 45 secondes. Le Français Victor Fontan abandonne, ayant brisé son vélo il a du en emprunter un dans un village. A Tarascon sur Ariège alors qu'il a 45 minutes de retard il se retire de la course. Pour la première fois un maillot jaune en pleurs abandonne en donnant ses impressions au micro de la radio. Son manque de combativité dans l'adversité lui sera reproché dans le journal "l'Auto". Même avec un retard d'une heure à Perpignan le Tour n'était pas perdu pour lui comme vont le prouver les événements. Au classement général, Maurice de Waele reprend le maillot jaune, 2eme Demuysère à 14 minutes 49 secondes, 3eme Pancera à 22 minutes 1 secondes, 4eme Delannoy à 24 minutes 56 secondes et Frantz 5eme à 35 minutes 45 secondes n'a pas encore perdu le Tour. Il y a repos le 12 juillet.
- 13 juillet le Français André Leducq gagne au sprint la 11eme étape du Tour de France Perpignan-Marseille, 2eme le Luxembourgeois Nicolas Frantz, 3eme le Français Charles Pélissier, puis tout le peloton. Pas de changement en tête du classement général. Comme la moyenne de l'étape est inférieure à 30 KM/H , il est prévu pour la prochaine étape un départ séparé entre les "As" et les touristes-routiers qui partiront 10 minutes après eux. Il y a repos le 14 juillet.
- 14 juillet : le Français Fernand Fayolle gagne le Grand Prix d'Antibes.
- 14 juillet : l'Espagnol Manuel Lopez gagne la Vuelta a los Puertos.
- 15 juillet : après un départ séparé de 10 minutes entre les "As" puis les touristes-routiers, le Français Marcel Bidot gagne en solitaire la 12eme étape du Tour de France Marseille-Cannes. Le Luxembourgeois Nicolas Frantz est 2eme à 2 minutes 36 secondes, 3eme le Belge Frans Bonduel même temps puis tous les "As", sauf le Belge Maurice de Waele 13eme à 4 minutes 17 secondes et l'Italien Giuseppe Pancera à 6 minutes 34 secondes. Le Français Benoit Faure sera le 1er touriste routier à 4 minutes 54 secondes, c'est-à-dire qu'il est arrivé 14 minutes 54 secondes après Frantz. En enlevant son handicap de 10 minutes au départ cela fait 4 minutes 54 secondes. Au classement général : 1er de Waele, 2eme Demuysère à 13 minutes 8 secondes, 3eme Pancera à 24 minutes 18 secondes.
- 16 juillet : le Français Benoit Faure gagne détaché la 13eme étape du Tour de France Cannes-Nice, qui après un premier passage à Nice emprunte les cols de Braus, de Castillon et la Turbie (la boucle de Sospel), 2eme le Français Julien Moineau à 38 secondes, 3eme le Français André Leducq à 3 minutes 52 secondes, 4eme le Français Pierre Magne à 4 minutes 43 secondes, 5eme l'Italien Pancera, 6eme l'Italien Giuseppe Pomposi tous même temps que le Français, 7eme le Belge Maurice de Waele à 7 minutes 39 secondes. Le Luxembourgeois Nicolas Frantz  est 11eme à 11 minutes 13 secondes et le Belge Jef Demuysère est 26eme à 19 minutes 33 secondes.  Au classement général, 1er de Waele 2eme Pancera à 21 minutes 22 secondes, 3eme Demuysère à 25 minutes 2 secondes. Frantz 5eme à 37 minutes 38 secondes se doit d'accomplir un exploit dans les Alpes s'il veut gagner ce Tour. Il y a repos le 17 juillet.
- 18 juillet : le Belge Gaston Rebry gagne la 14eme étape du Tour de France Nice-Grenoble qui emprunte les cols de la Colle Saint Michel, d'Allos et Bayard, 2eme son compagnon d'échappée, le Belge Jef Demuysère  même temps, 3eme l'Italien Giuseppe Pancera à 6 minutes 42 secondes, 4eme le Belge Maurice de Waele même temps. Le Luxembourgeois Nicolas Frantz incapable de suivre est 18eme à 27 minutes 47 secondes. Au classement général, 1er de Waele, 2eme Demuysère à 18 minutes 20 secondes, 3eme Pancera à 21 minutes 22 secondes. Frantz 5eme à près d'une heure a perdu le Tour. Il y a repos le 19 juillet.
- 19 juillet : pour s'être accroché à une moto dans l'ascension de la côte de la Mûre, lors de la dernière étape le Français Charles pélissier est exclu du Tour de France. Il profite de la journée de repos pour plaider sa cause auprès de Henri Desgranges le directeur du Tour de France. Ce dernier est logé dans la chambre qu'a occupé l'empereur Napoléon durant son retour de l'ile d'Elbe. Desgranges est surpris par l'humilité de Charles alors, qu'avec son frère Henri, il était habitué aux rapports conflictuels. Séduit par la résipiscence de Charles Pélissier, il suspend la sanction. Les directeurs sportifs des autres équipes protestent en menaçant de retirer tous les autres coureurs. La réponse de Desgranges est cinglante : " alors le Tour n'arrivera à Paris qu'avec un seul coureur ! ". Bien sur, le peloton repartira intégralement. Rien ne résiste à la volonté d'Henri Desgranges l'empereur du Tour de France.
- 20 juillet : le Belge Julien Vervaecke gagne au sprint la 15eme étape du Tour de France Grenoble-Evian qui emprunte les cols du Galibier, du Télégraphe et des Aravis, 2eme le Luxembourgeois Nicolas Frantz même temps, 3eme le Français Pierre Magne à 4 minutes 45 secondes, 4eme à 7 minutes 34 secondes son frère Antonin dont on attendait mieux sur ce Tour, 5eme le Belge Désiré Louesse, 6eme l'Italien Giuseppe Pancera tous même temps qu'Antonin. Les Belges Maurice de Waele 11eme et Jef Demuysère 13eme sont à 13 minutes 25 secondes. De Waele a traversé un difficile étape on se demande même comment il a pu prendre le départ alors qu'il était pris de vomissement. Fontan encore présent sur le Tour aurait exploité cela dans le Gailibier pour reprendre son heure perdue durant la 10eme étape. Comme l'avait écrit le journal "l'Auto" , "le Tour n'était pas fini". Au classement général de Waele reste cependant maillot jaune, 2eme Pancera à 15 minutes 31 secondes, 3eme Demuysère à 18 minutes 20 secondes.  Il y a repos le 21 juillet.
- 21 juillet : 3e manche du championnat d'Italie sur route, l'Italien Alfredo Binda gagne Predappio-Rome.
- 22 juillet : le Français Charles Pélissier gagne, en solitaire en s'échappant dès le départ, la 16eme étape du Tour de France Evian-Belfort qui emprunte le col de la Faucille, 2eme à 24 minutes 31 secondes le Français André Leducq qui remporte le sprint du peloton, 3eme le Belge Bernard Van Rysselberghe, puis tout le peloton. Pas de Changement en tête du classement général.
- 23 juillet : le Français André Leducq gagne au sprint la 17eme étape du Tour de France Belfort-Strasbourg, 2eme le Belge Frans Bonduel, 3eme le Belge Bernard Van Rysselberghe, puis tout le peloton. Pas de changement en tête du classement général.
- 24 juillet : le Français André Leducq gagne au sprint la 18eme étape du Tour de France Strasbourg-Metz, 2eme le Français Charles Pélissier, 3eme le Luxembourgeois Nicolas Frantz puis tout le peloton sauf l'Italien Giuseppe Pancera 24eme à 4 minutes 39 secondes. Au classement général : 1er le Belge Maurice de Waele, 2eme le Belge Jef  Demuysère à 18 minutes 20 secondes, 3eme Pancera à 20 minutes 9 secondes. Comme la moyenne de l'étape est inférieure à 30KM/H, il y aura le lendemain un départ séparé entre les touristes-routiers et les « As » qui partiront 10 minutes après eux.
- 25 juillet : après un départ séparé de 10 minutes entre les touristes-routiers puis les "As", le Belge Bernard Van Rysselberghe gagne au sprint la 19eme étape du Tour de France Metz-Charleville, 2eme le Français Antonin Magne, 3eme le Belge Frans Bonduel puis tout le peloton sauf l'Italien Giuseppe Pancera 17eme à 3 minutes 53 secondes. A noter que le Français Benoit Faure a franchi le premier la ligne d'arrivée 3 minutes 15 secondes avant les "As" mais comme il avait 10 minutes d'avance au départ il est classé 20eme à 6 minutes 45 secondes. L'expérience ne semble pas gêner Henri Desgranges, le directeur du Tour de France, puisqu'il décrète pour le lendemain un autre départ séparé. Mais en mélangeant les « As » et les touristes-routiers dans deux groupes partants à 10 minutes d'intervalle. Au classement général, 1er le Belge Maurice de Waele, 2eme le Belge Jef Demuysère à 18 minutes 20 secondes, 3eme Pancera à 24 minutes 2 secondes.
- 26 juillet : après un départ séparé de 10 minutes entre 2 groupes mélangés de Touristes-routiers et d' "As", le Belge Maurice de Waele gagne la 20eme étape du Tour de France Charleville-Malo les Bains, 2eme le Belge Julien Vervaecke, 3eme le Belge Gaston Rebry, 4eme à 10 minutes le Luxembourgeois Nicolas Frantz. De Waele faisait partie du 2eme groupe en compagnie de ses équipiers Vervaecke et Rebry. Ces trois hommes eurent tôt fait de rattraper le 1er groupe ralenti par les équipiers de Alcyon (l'équipe de de Waele)  qui y figuraient. La jonction faite de Waele a repris 10 minutes à ses rivaux. Merci M. Desgranges! Le public n'y comprend plus rien, la ligne d'arrivée est coupée par Frantz en premier mais celui ci est classé 4eme de l'étape. De Waele 1er du 2eme groupe parti avec un handicap de 10 minutes gagne l'étape et le Tour. Au classement général il devance le Belge Jef Demuysère 2eme à 28 minutes 20 secondes et l'Italien Giuseppe Pancera 3eme à 34 minutes 2 secondes.
- 27 juillet le Français André Leducq gagne au sprint la 21eme étape du Tour de France Malo les Bains-Dieppe, 2eme le Français Charles Pélissier, 3eme le Belge Jef Demuysère, puis le peloton tous même temps. Pas de changement en tête du classement général.
- 28 juillet : le Luxembourgeois Nicolas Frantz gagne au sprint la 22eme étape du Tour de France Dieppe-Paris et devient seul recordman de victoires d'étapes dans le Tour avec 20 bouquets, 2eme le Français Charles Pélissier, 3eme le Français Jules Merviel. Le Belge Maurice De Waele remporte le Tour de France. Pour les seconde et troisième places, il est indiqué par les palmarès de l'époque : 2eme le Belge Jef Demuysère à 32 minutes 10 secondes et 3eme l'Italien Giuseppe Pancera à 34 minutes 23 secondes (après que ce dernier ait terminé la dernière étape 20eme à 1 minute 33 seconde) MERCI DE RENSEIGNER SUR LES DIFFERENCES DE TEMPS ENTRE LES CLASSEMENTS GENERAUX DE LA 20eme ETAPE ET LA 22eme ETAPE. Comme si cela était trop simple le classement général  définitif est 2eme Pancera à 44 minutes 23 secondes et 3eme Demuysère à 57 minutes 10 secondes. Cela s'explique par un pénalité de 10 minutes pour Pancera qui a reçu une aide illicite lors d'une crevaison et une pénalité de 25 minutes infligée à Demuysère pour avoir reçu une boisson en dehors des zones autorisées pour le ravitaillement. Conscient que la formule actuelle de l'épreuve ne passionne pas les foules, pour l'an suivant le Tour va se disputer par équipes sélectionnées par les fédérations cyclistes de chaque pays. Il y aura une équipe de France, d'Italie, de Belgique, d'Espagne, et d'Allemagne, mais il y aura encore des touristes routiers.
- 30 juillet : le Belge Joseph Wauters gagne le Grand Prix de l'Escaut.

### Août
11 août : le Belge Maurice de Waele gagne le Tour du Pays basque.
11 au 18 août championnats du monde de cyclisme sur piste à Zurich (Suisse). Le Français Lucien Michard est champion du monde de vitesse professionnelle pour la troisième fois d'affilée. Le Néerlandais Antoine Mazairac est champion du monde amateur.
12 août : le Luxembourgeois Nicolas Frantz est champion du Luxembourg sur route pour la septième fois d'affilée.
16 août : championnat du monde sur route à Zurich. Le Belge Georges Ronsse remporte la course professionnelle pour la deuxième fois d'affilée, le Luxembourgeois Nicolas Frantz est médaille d'argent et l'Italien Alfredo Binda médaillede bronze. L'Italien Pierino Bertolazzo remporte lacourse amateur.
25 août : l'Italien Felice Gremo gagne le Tour de Reggio-Calabre pour la deuxième année d'affilée.
27 août : le Belge Edward Bourguignin gagne le Tour du Limbourg.
28 août : l'Italien Domenico Piemontesi gagne le Grand Prix de Genève.

### Septembre
1er septembre : le Belge Alfred Hamerlinck gagne la Coupe Sels.
1er septembre : l'Italien Marcello Neri gagne le Tour d'Ombrie.
3 septembre : le Belge Joseph Wauters devient champion de Belgique sur route.
8 septembre : l'Italien Allegro Grandi gagne le Tour d'Émilie.
12 septembre : le Belge Maurice Raes gagne le Championnat des Flandres.
15 septembre : l'Espagnol Mariano Canardo gagne le Tour de Catalogne pour la deuxième fois d'affilée.
15 septembre : l'Italien Allegro Grandi gagne le Trophée Bernocchi.
20 septembre : 4e manche du championnat d'Italie sur route, l'Italien Gaetano Belloni gagne Rome-Naples-Rome.
29 septembre : l'Espagnol Luciano Montero devient champion d'Espagne sur route.

### Octobre
6 octobre : l'Italien Leonida Frascarelli gagne le Tour de Campanie pour la deuxième fois. L'épreuve ne sera pas disputée en 1930 et reprendra en 1931.
13 octobre : 5e manche du championnat d'Italie sur route, l'Italien Alfredo Binda gagne le circuit Campi Flegrei. Il est champion d'Italie pour la quatrième année d'affilée.
15 octobre : le Belge Alexandre Maes gagne la première édition du Grand Prix de Clôture.
26 octobre : l'Italien Pietro Fossati gagne le Tour de Lombardie.